# Augusto Tamayo Vargas
Augusto Tamayo Vargas (Lima, 6 de septiembre de 1914–Lima, 6 de mayo de 1992) fue un poeta, narrador e historiador de la literatura peruana. Fue catedrático y decano de la Facultad de Letras y Ciencias Humanas de la UNMSM, así como rector y profesor emérito de la misma casa de estudios. Fue también director de la Academia Peruana de la Lengua y del Instituto Nacional de Cultura. Llegó incluso a juramentar como ministro de Educación del Perú el 2 de octubre de 1968, pero no pudo ejercer debido al golpe militar que se produjo horas después.
Es autor de una vasta obra literaria e histórica, destacando su Literatura peruana, en tres volúmenes. Recibió innumerables condecoraciones, distinciones y homenajes del Estado Peruano, de diversos gobiernos extranjeros, de la Municipalidad de Lima, de instituciones internacionales y de universidades de muchas partes del mundo.

## Biografía
Nació en Lima el 6 de setiembre de 1914. Sus padres fueron Augusto Tamayo Möller y Berta Vargas Möller. Cursó sus estudios escolares en el colegio jesuita de La Inmaculada, que los culminó en 1930. Luego, inició estudios superiores en la Universidad Nacional Mayor de San Marcos; pero, recesada ésta, pasó a la Universidad Nacional de San Agustín, en donde se graduó de bachiller en Humanidades en 1936. Regresó a San Marcos, donde se graduó de doctor en Literatura, en 1937, y posteriormente, de bachiller en Derecho, en 1940. Se recibió también de abogado en 1941.
Viajó a Europa en 1938 para hacer estudios de especialización. A su retornó al Perú en 1939, pasó a ser docente en la Universidad de San Marcos, donde dictó las cátedras de Literatura Antigua, Peruana General, Hispanoamericana y Latina. Viajó también a diversos países de América para dictar conferencias: Estados Unidos en 1950; Santiago de Chile en 1951; Brasil de 1955 a 1956; y Puerto Rico en 1972. En la década de 1960 fue profesor visitante en las universidades estadounidenses de Emory, Massachusetts, Indiana y Texas, y en Middlebury College.
Simultáneamente a su labor docente, fue redactor principal de la oficina de informaciones de Palacio de Gobierno de 1936 a 1942; secretario letrado del Tribunal Mayor de Cuentas de 1942 a 1945; y director general de informaciones durante el gobierno de José Luis Bustamante y Rivero, de 1945 a 1948. Durante este periodo fue también secretario general de la Caja Nacional del Seguro Social.
En 1964, fue elegido decano de la Facultad de Letras de la Universidad de San Marcos, cargo que ejerció hasta 1967. Acogido a la cesantía en 1969, fue declarado catedrático emérito.
Durante el primer gobierno de Fernando Belaunde Terry fue nombrado ministro de Estado en el despacho de Educación, el 2 de octubre de 1968, aunque no pudo ejercer ya que, pocas horas después de su juramentación, ocurrió el golpe de Estado del general Juan Velasco Alvarado.
Fue miembro de la Academia Peruana de la Lengua y su presidente de 1982 a 1988. También fue presidente de la Sociedad Bolivariana del Perú de 1966 a 1984; miembro de la Comisión Nacional del Sesquicentenario de la Independencia del Perú de 1969 a 1974; organizador del IV Congreso de Sociedades Bolivarianas desarrollado en Lima en 1974; y director general del Instituto Nacional de Cultura, de 1984 a 1985.
Dirigió las siguientes publicaciones: Prometeo (1930-1931); Palabra (1936-1937 y 1944); el suplemento literario del Diario Ojo (1976-1979); y el diario  La Crónica (1980-1984).
Casado con Aida de San Román Aguirre, descendiente del mariscal Miguel de San Román,[cita requerida] tuvo por hijos a Aida, Cecilia, Lilian y Augusto Tamayo San Román. 
Falleció el 6 de mayo de 1992, a la edad de 77 años.

## Publicaciones
Publicó más de cuarenta libros, a los que hay que sumar sus numerosos artículos sobre temas literarios aparecidos en diversas revistas y diarios de su país.

### Poemarios
- Ingreso lírico a la geografía  (1939)
- Poemas de muerte y esperanza (1944)
- Camino de Poesía (1945)
- Yo también llegó a ti, Río de Janeiro (1956)
- Estación y éxtasis (1957)
- Paisajes de ternura (1961)
- Nuevamente poesía (1962)
- Cantata augural a Simón Bolívar (1964)
- Amor por América la Pobre (1970)
- Arco en el Tiempo (1971).
- Canto coral de Indias, capitanes y astronautas bajo los cielos de América (1978)
- Hallazgo de la vida (1979), compilación poética
- De las gaviotas y el tiempo (1983). Premio del Almirantazgo español.
- De árboles y lluvia (1984)
- Camino de poesía (1986), antología de homenaje a su "medio siglo de entrega intelectual".
- Antología personal de poesía (1990)

### Novelas
- Búsqueda (1953)
- Una sola sombra al frente (1972)
- Impronta del agua enferma (1974).
- Puerto pobre (1979)
- Amarilis, amante de dos sueños (1989)

### Ensayos
- El teatro y la vida en la edad de oro española (1936)
- Perú en trance de novela (1940), estudio crítico sobre Mercedes Cabello de Carbonera.
- Dos rebeldes (1946), ensayos sobre Flora Tristán y Manuel González Prada.
- Tres ciudades para tres obras de Tiziano (1946)
- Acerca de Luis Fabio Xammar (1947)
- Relatos limeños (1947)
- Apuntes para un estudio de la literatura peruana (1948). Premio Nacional otorgado a los estudios literarios en 1948.
- Literatura peruana (2 volúmenes: 1953-1954, 1965, 1968 y 1977; y tres volúmenes: 1992). Es una ampliación de la obra anterior. Es una obra de alto rigor crítico y selectivo.
- Poesía contemporánea del Perú (1963)
- 150 artículos sobre el Perú (1966). Premio Nacional de Periodismo de 1968.
- Manual de literatura peruana e hispanoamericana (1969)
- Valdelomar: vida y obra (1969)
- Literatura en Hispanoamérica (1973)
- La novela peruana (1973)

## Valoración
La obra entera de Vargas, tanto en poesía, narración e historia literaria, tiene una clara vocación de inserción en el pasado y en la búsqueda de los orígenes y la identidad individual y colectiva, así como en la proyección y en el futuro de lo peruano. Su novela Una sola sombra al frente tiene como tema fundamental la vida –aunque ficcionalizada– de su padre Augusto Tamayo Moller. Sus poemas geográficos e históricos y también sus ensayos histórico-críticos tienen la voluntad de expresar el carácter y el espíritu de lo peruano como una continuidad que se renueva con cada generación. Es decir, la búsqueda de la propia identidad en lo que nos antecedió y en lo que viene, tanto en lo individual como en lo colectivo. Insufla su obra un intenso lirismo.

## Premios y reconocimientos
- Premio Nacional a los estudios literarios (1948)[2]
- Orden El Sol del Perú en el grado de Gran Cruz, la más alta concedida por el Estado Peruano.
- Premio Nacional de Periodismo "Antonio Miro Quesada" (1968) [2]
- Beca Guggenheim (1980-1981)[1]
- Orden de las Palmas Magisteriales en el grado de Amauta (1988)[1]
- Premio Nacional de Crítica "Manuel Gonzáles Prada"[2]
- Premio Olímpico en poesía, otorgado en México.[2]

Así como condecoraciones de los gobiernos del Brasil y Venezuela.